# 男公館
《男公館》（英語：A Controversial Entertainer），一部即將於2026年播出的台灣偶像劇。由張立昂、吳思賢、羅宏正、周予天、石知田、孫沁岳、陳奕、李千娜領銜主演，並由周曉涵、李銘忠、謝承均、邱偲琹、林輝瑝聯合演出。故事是從一個鑽石貪念而展開的追殺行動，結果男主角群誤闖男公館卻華麗轉身成為紅牌男公關的黑色喜劇。本劇獲中華民國文化部海外行銷補助。2024月10月31日於TIFFCOM東京國際影視展舉辦男卡司記者會，2025年2月18日開鏡，3月18日於香港國際影視展舉辦台灣星光發佈會，5月22日殺青，6月5日舉辦「台流來襲」行銷記者會。 全球版權由AXN獨家代理發行。

## 演員列表

### 領銜主演
- 張立昂
- 吳思賢
- 羅宏正
- 周予天
- 石知田
- 孫沁岳
- 陳奕
- 李千娜

### 聯合演出
- 周曉涵
- 李銘忠
- 謝承均
- 邱偲琹
- 林輝瑝

## 外部連結
- 男公館的Instagram帳戶